# Транскредитбанк
ОАО «ТрансКредитБанк» — российский коммерческий банк, существовавший с 4 ноября 1992 года по 1 ноября 2013 года, после чего был упразднён и вошёл в состав банка ВТБ24.

## История банка
Учредителями банка были различные крупные промышленные предприятия металлургии и ТЭК.
В 1999 году контроль над банком получили структуры Министерства путей сообщения России.
В 2003 году контрольный пакет акций (74,995 %) Банка по распоряжению Правительства Российской Федерации (N 454-р от — 02.04.2002 г.) был передан в собственность Минимущества Российской Федерации.
13 июля 2005 года Банком России выдана новая Генеральная лицензия (№ 2142 от 13.07.2005 г.).
В 2007 году Указом Президента РФ № 178 от 15.02.2007 г. пакет акций, принадлежащий государству (74,95 % в собственности Федеральное агентство по управлению федеральным имуществом), внесён в уставный капитал ОАО «Российские железные дороги».
В июле 2011 года государственный «Банк ВТБ» завершил сделку по приобретению 29,4 %, увеличив свою долю в банке в 72,9 %.
В октябре 2012 года ОАО Банк ВТБ увеличил свою долю в ОАО «ТрансКредитБанк» с 77,8 % до 99,6 %, выкупив 21,81 % акций у ОАО «Российские железные дороги».
В октябре 2012 года президент банка А.Крохин объявил о том, что в начале ноября 2013 года произойдёт полное объединение банков ТКБ и ВТБ, после чего бренд ТрансКредитБанка уйдёт с рынка, обслуживание крупных корпоративных клиентов перейдёт в банк ВТБ, розничных — в ВТБ24.
1 ноября 2013 года произошло юридическое присоединение Транскредитбанка к ВТБ24. С этого дня бренд «Транскредитбанк» исчезает с рынка.
13 ноября 2013 года президент-председатель правления «ТрансКредитБанка» Дмитрий Олюнин был избран новым председателем правления Росбанка. Вступление в должность назначено на 1 декабря 2013 года.

### Собственники
- ПАО «Банк ВТБ» — 99,5919 %
- ЗАО «ВТБ 24» — 0,0720 %
- Прочие акционеры (юридические и физические лица) — 0,3330 %
- Акции, на балансе эмитента — 0,0028 %

## Положение в отрасли
ОАО «ТрансКредитБанк» было образовано 4 ноября 1992 года (лицензия Банка России № 2142 получена 2 декабря 1992 года). 20 декабря 1993 года была получена валютная лицензия. Уставной капитал на 1 апреля 1994 года составлял 2 миллиарда 100 миллионов рублей. За прошедшие годы Банк стал одним из крупнейших в России и до присоединения к ВТБ 24 входил в топ-15 банков по активам.
ТрансКредитБанк занимал лидирующие позиции в сегменте услуг для транспортной и смежных с ней отраслей. Банк также активно сотрудничал с эффективными компаниями из различных отраслей (включая крупнейшие российские компании и предприятия малого и среднего бизнеса, в том числе энергетической, добывающей, инфраструктурной отраслей, промышленного производства и торговли). Всего Банк обслуживал около 35 тысяч предприятий всех сфер экономики.
ТрансКредитБанк обслуживал порядка 2 млн частных лиц, входил в топ-10 российских банков по количеству карт в обращении, а также в «пятерку» крупнейших операторов корпоративных зарплатных проектов. Банком выпущено 2,4 млн карт.
По состоянию на 1 февраля 2013 года сеть Банка состояла из 2 574 банкоматов и 6 128 POS-терминалов. Региональная сеть ТрансКредитБанка насчитывала 276 подразделения в 197 населенных пунктах России.
ТрансКредитБанк входил в топ-15 крупнейших банков по размеру совокупного кредитного портфеля. Банк также являлся одним из крупнейших игроков рынка торгового эквайринга.
Совокупные активы банка по МСФО за 2012 год составили 518,7 млрд руб., кредитный портфель (до вычета резервов под обесценение) — 390 млрд руб., средства клиентов 294,1 млрд руб., собственные средства банка — 54,6 млрд руб., чистая прибыль ОАО «ТрансКредитБанк» за 2012 года составила 14,2 млрд руб.
Банку присвоены долгосрочные кредитные рейтинги Moody’s (Baa3/Prime-3, прогноз: Стабильный) и Standard & Poor’s (BBB/A-2, прогноз: Стабильный).

## Деятельность
«ТрансКредитБанк» имел разветвлённую региональную сеть, включающую: Головной офис, 41 филиал, 165 допофисов, 7 кредитно-кассовых офисов, 55 операционных офисов и 14 оперкасс Головного банка. Региональная сеть ТрансКредитБанка насчитывает 276 подразделения, действующих в 197 населенных пунктах России.
По данным отчётности банка по РСБУ, активы «ТрансКредитБанка» на 1 апреля 2013 года составили 424 млрд руб., собственный капитал — 51,6 млрд руб. Чистая прибыль за 2012 год составила 14,2 млрд руб.
Банк имеет кредитные рейтинги международных и российских рейтинговых агентств:
1. S&P: Межд. шкала в ин. валюте — BBB/Стабильный; Межд. шкала в нац. валюте — BBB/Стабильный; По нац. шкале — ruAAA[7]
2. Moody's Межд. шкала в ин. вал. — Baa3/Стабильный[8]
3. Moody’s Interfax Rating Agency: Национальная шкала — Aaa.ru[9]

## Клиенты
На данный момент[какой?] у Банка более 35000 корпоративных клиентов. Основным клиентом является ОАО «РЖД», а также все 16 железных дорог России, имеющие статус филиалов ОАО «РЖД».
- Восточно-Сибирская железная дорога
- Горьковская железная дорога
- Дальневосточная железная дорога
- Забайкальская железная дорога
- Западно-Сибирская железная дорога
- Калининградская железная дорога
- Красноярская железная дорога
- Куйбышевская железная дорога
- Московская железная дорога
- Октябрьская железная дорога
- Приволжская железная дорога
- Свердловская железная дорога
- Северная железная дорога
- Северо-Кавказская железная дорога
- Юго-Восточная железная дорога
- Южно-Уральская железная дорога

Кроме того, клиентами и партнёрами банка являются дочерние и аффилированные компании ОАО «РЖД», а также другие предприятия России
- НПФ «Благосостояние»
- Страховое общество ЖАСО
- Группа компаний «Моспромстрой»
- ФК «Локомотив»
- Газета «Гудок»
- ОАО «Росжелдорпроект»
- ЗАО «Трансмашхолдинг»
- ОАО «Объединённая зерновая компания»
- «АЭРОЭКСПРЕСС»